# Richard Bremmer
Richard Bremmer, född 27 januari 1953 i Warwickshire i Storbritannien, är en brittisk skådespelare. 
Bremmer har bland annat spelat Lord Voldemort i en flashback-scen i filmen Harry Potter och de vises sten, den första Harry Potter-filmen.

## Filmografi
- Made in Britain 1982
- Couples and Robbers 1982
- Miracles Take Longer 1984
- Zastrozzi: A Romance 1986
- The Scarlet and the Black 1993
- Richard II 1997
- Sharpe's Justice 1997
- The Girl with Brains in Her Feet 1997
- Crime and Punishment 1998
- Den 13:e krigaren 1999
- Onegin 1999
- Just Visiting 2001
- Harry Potter och de vises sten 2001
- Chasm 2002
- Half Past Dead 2002
- Shanghai Knights 2003
- To Kill a King 2003
- The Order 2003
- Ripper 2: Letter from Within 2004
- Dunkerque 2004
- Viper in the Fist 2004
- The Aryan Couple 2004
- A Higher Agency 2005
- Marple: Sleeping Murder (TV) 2005
- Mr. Turner 2014